# Conanthera
Conanthera là một chi thực vật có hoa trong họ Tecophilaeaceae.

## Hình ảnh

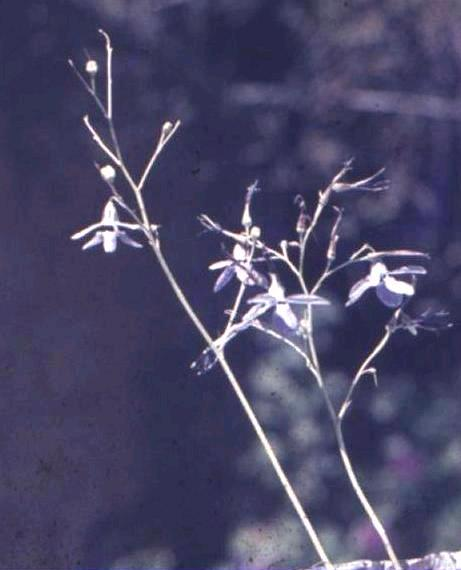
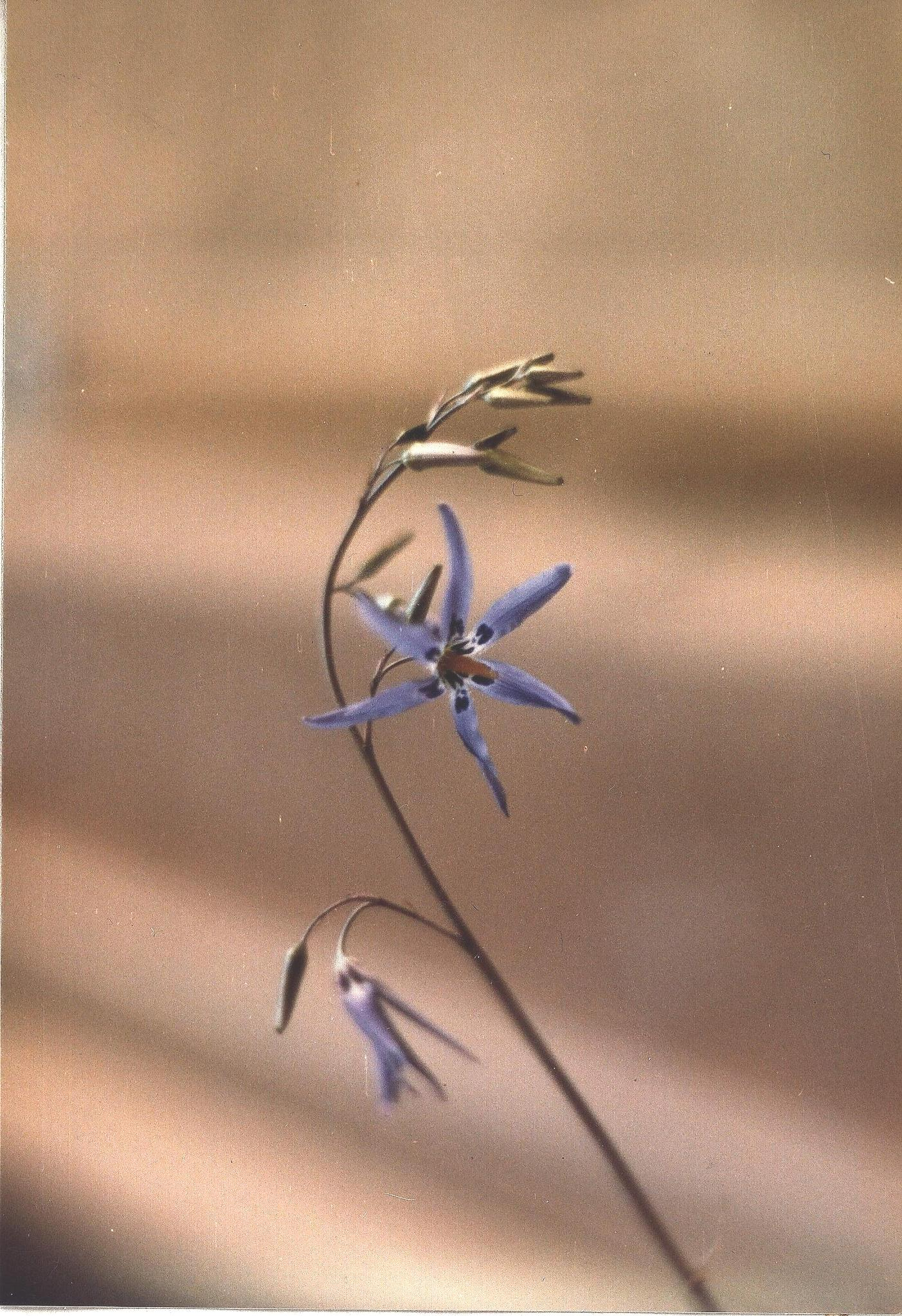
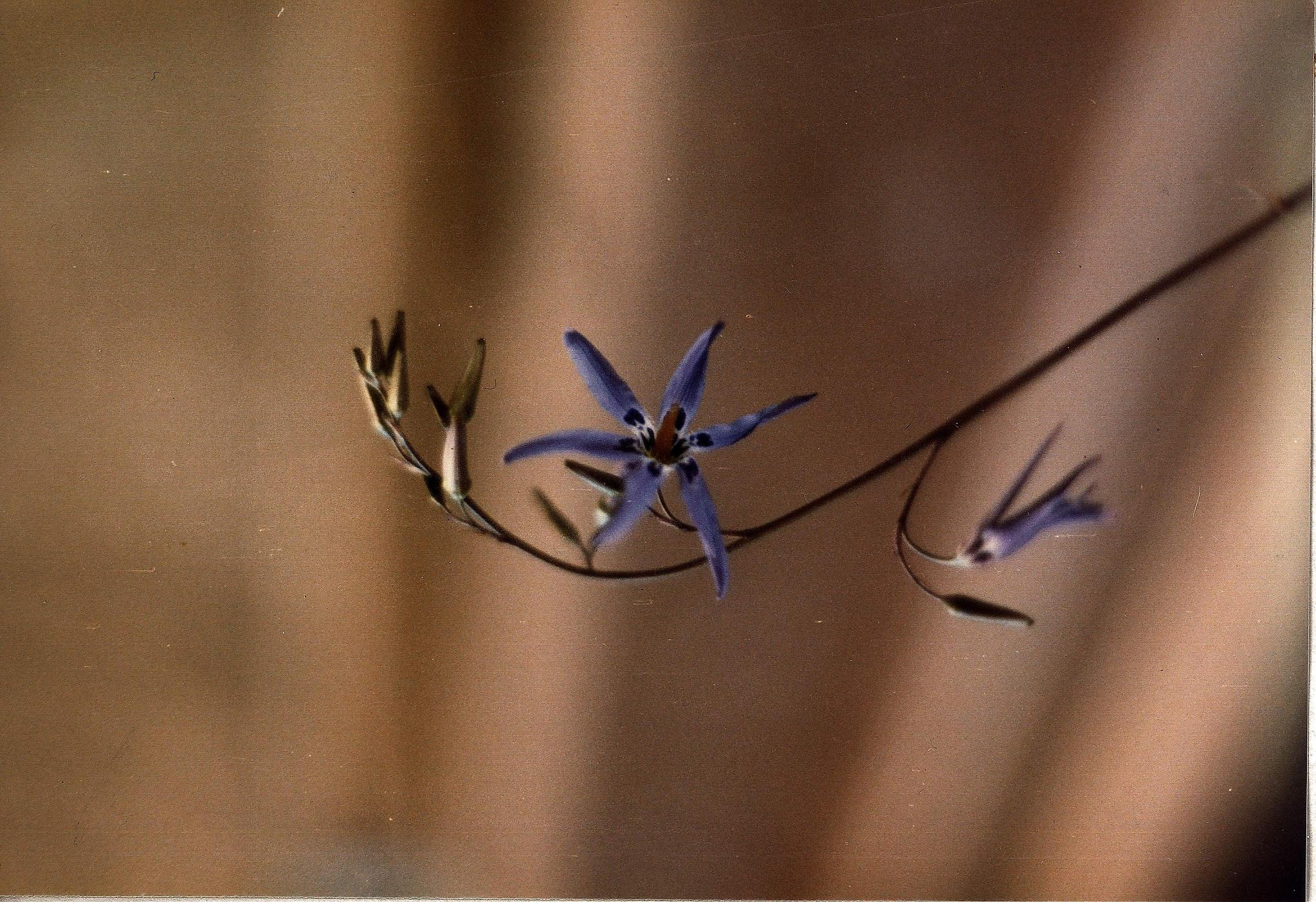